# 米斯特基 (利維夫州)
49°42′55″N 23°50′51″E / 49.71528°N 23.84750°E
米斯特基（烏克蘭語：Містки），是烏克蘭西部的村莊，隸屬利維夫州的利維夫區。該村始建於1515年，面積2.96平方公里，海拔高度279米，2001年人口655，人口密度每平方公里221.28人。